# Liste der Baudenkmale in Utzedel
In der Liste der Baudenkmale in Utzedel sind alle denkmalgeschützten Bauten der Gemeinde Utzedel (Mecklenburg-Vorpommern) und ihrer Ortsteile aufgelistet. Grundlage ist die Veröffentlichung der Denkmalliste des Landkreises Mecklenburgische Seenplatte mit dem Stand vom 24. April 2017.

## Baudenkmale nach Ortsteilen

### Utzedel
| ID     | Lage                                                             | Bezeichnung                                   | Beschreibung | Bild       |
| ------ | ---------------------------------------------------------------- | --------------------------------------------- | ------------ | ---------- |
| 1109-1 | Lesitenower Straße (Karte)                                       | Kirche mit                                    |              | Kirche mit |
| 1109-2 | (Karte)                                                          | zwei Glocken (im neuerrichteten Glockenstuhl) |              |            |
| 1110   | L 271 (ca. 50 m östlich des Abzweigs Leistenower Straße) (Karte) | Meilenstein (Meilenobelisk)                   |              |            |

### Leistenow
| ID    | Lage                                                  | Bezeichnung                                                                                        | Beschreibung | Bild                                                                                               |
| ----- | ----------------------------------------------------- | -------------------------------------------------------------------------------------------------- | --- | -------------------------------------------------------------------------------------------------- |
| 617-1 | Mühlendamm/Buschmühler Weg (Karte)                    | Kirche mit                                                                                         | | Weitere Bilder                                                                                     |
| 617-2 | Mühlendamm/Buschmühler Weg (auf dem Kirchhof) (Karte) | Glocke von 1842 (im neuerrichteten Glockenstuhl)                                                   | | |
| 617-2 | Mühlendamm/Buschmühler Weg (Karte)                    | Mauer                                                                                              | | |
| 619   | Mühlendamm                                            | Wassermühle                                                                                        | | Wassermühle                                                                                        |
| 620   | Parkweg                                               | Gutsanlage mit                                                                                     | | |
| 620-1 | Am Park 1 (Karte)                                     | Gutsanlage mit Gutshaus                                                                            | Klassizistischer, 2-geschossiger, 13-achsiger, sanierter Putzbau von 1842 mit Mittelrisalit und Krüppelwalm; Gut der Familien von Walsleben (bis 1756) und von Heyden (bis 1945). | Gutsanlage mit Gutshaus                                                                            |
| 620-2 | (Karte)                                               | Lenné-Park                                                                                         | Park aus der Mitte des 19. Jahrhunderts nach Plänen von Peter Joseph Lenné | |
| 620-3 |                                                       | Brennerei                                                                                          | 2-geschossiger Ziegelbau mit Satteldach sowie Schornstein und mehrere Anbauten | Brennerei                                                                                          |
| 620-4 |                                                       | Pflasterstraße mit Allee                                                                           | | Pflasterstraße mit Allee                                                                           |
| 621-1 | (Karte)                                               | Pflasterung innerhalb der Ortslage und auf dem Mühlendamm bis einschließlich Leistenow-Wassermühle | | Pflasterung innerhalb der Ortslage und auf dem Mühlendamm bis einschließlich Leistenow-Wassermühle |

### Roidin
| ID     | Lage                                     | Bezeichnung      | Beschreibung                                                                                                  | Bild           |
| ------ | ---------------------------------------- | ---------------- | --- | -------------- |
| 1230-1 | Roidin 1                                 | Mühlengehöft mit | |                |
| 1230-2 | Roidin 1                                 | Mühle            | |                |
| 1230-3 | Roidin 1                                 | Stall            | |                |
| 1230-4 | Roidin 1                                 | Scheune          | |                |
| 1230-5 | Roidin 1                                 | Mühlbach         | |                |
| 1230-6 | Roidin 1                                 | Mühlenteich      | |                |
| 925    | Roidin 28, 29, 29a, 29b (Karte)          | Gutshaus         | Unsanierter, 1-geschossiger, 11-achsiger Putzbau von um 1860 mit Mansarddach und 2-geschossigem Mittelrisalit |                |
| 926    | Roidin (östlich des Dorfes) (Karte)      | Kirche           | Neogotischer Bau aus Feld- und Backstein von 1874 mit eingerücktem, fünfseitigem Chor                         | Weitere Bilder |
| 927    | Roidin/Weg L271 (an der Kreuzung Roidin) | Wegweiserstein   | |                |
| 928    | Roidin (gegenüber Roidin 1)              | Wegweiserstein   | vor dem Ortseingang in Richtung Brücke Osten                                                                  |                |

### Teusin
| ID   | Lage      | Bezeichnung | Beschreibung | Bild |
| ---- | --------- | ----------- | ------------ | ---- |
| 1085 | Teusin 18 | Schule      |              |      |

## Ehemalige Baudenkmale
| ID  | Lage       | Bezeichnung                                       | Beschreibung | Bild |
| --- | ---------- | ------------------------------------------------- | ------------ | ---- |
| 618 | Mühlendamm | Wohnhaus (1. Haus links vom Gutshaus aus gesehen) |              |      |

## Quelle
- Karte der Baudenkmale im Geoportal des Landkreises

- Karte mit allen Koordinaten:
- OSM |
- WikiMap